# Fan Di
Fan Di, née le 25 février 1973, est une gymnaste artistique chinoise. 

## Palmarès

### Jeux olympiques
- Séoul 1988
  - 6e au concours par équipes
  - 20e au concours général individuel

### Championnats du monde
- Stuttgart 1989
  -  médaille d'or aux barres asymétriques
  -  médaille de bronze au concours par équipes

### Jeux asiatiques
- Pékin 1990
  -  médaille d'or au concours par équipes
  -  médaille d'or aux barres asymétriques